# 孙都
孙都，《史记》《汉书》表作孙都，南越传作都稽，汉朝列侯，出身南越。
初为南越国郎官。公元前112年，南越王赵建德与丞相吕嘉反汉，西汉汉武帝派10万大军分五路进攻南越国，其中伏波将军路博德和楼船将军杨仆率领的两路军在前111年一起攻陷南越国都城番禺，南越国灭国。当时任南越国郎官的孙都因而向汉朝投降，知吕嘉必东走高昌，并生擒到南越国丞相吕嘉献给路博德，被汉武帝分封为临蔡侯。孙都死后，孙襄嗣爵临蔡侯。